# 内源性病毒元件
内源性病毒元件（英語：Endogenous viral element，EVE）是指非病毒生物体的生殖系基因组中一些来源自病毒的DNA序列。其形成之前可能是感染生物体的病毒的整个基因组（原病毒），或病毒基因组的一些片段。当病毒的DNA序列融入到生殖细胞的基因組后，就可以随着生殖遺傳到宿主的下一代，直到内源化为宿主基因的一部分，称为内源性病毒元件。
对于内源性逆转录病毒和一些在内源化之后仍有能力复制的原病毒而言，其复制活性可使它们在宿主基因组中不断扩增。而对于非逆转录病毒而言，整合入生殖细胞的基因組是很稀有的和異常的事件，而且通常只有部分基因组片段被整合，通过这些片段很难再得到原来的具有感染性的病毒，但仍有被转录和翻译的可能性。

## 多樣性和分佈
已在動物、植物、和真菌中鑑定出内源性病毒元件。在脊椎動物中，源自逆轉錄病毒（內源性逆轉錄病毒）的内源性病毒元件相對常見。由於逆轉錄病毒作為其複制週期的固有部分整合到宿主細胞的核基因組(Nuclear DNA)中，因此它們易於進入宿主種系。此外，已在脊椎動物基因組中鑑定出與细小病毒科、絲狀病毒科、玻那病毒科、和圓環病毒科相關的内源性病毒元件(EVE)。在植物基因組中，衍生自副逆轉錄病毒的内源性病毒元件相對常見。來自其他的和非逆轉錄病毒家族（如雙子病毒科Geminiviridae）的内源性病毒元件也已在植物中發現。 此外，在2019/2020年發現了與核質病毒門(NCLDV) 的巨型病毒 (Giant virus，又名 GEVEs) 相關的内源性病毒元件，類似於 Aureococcus anophagefferens 病毒 (AaV)。 

## 用於古病毒學
内源性病毒元件是關於古代病毒的回顧性信息的罕見來源。 許多來自數百萬年前發生的種系整合事件，可以被視為病毒化石。這種古老的内源性病毒元件是古病毒學研究的重要組成部分，旨在解決病毒的長期進化問題。

## 宿主物種的共同選擇和進化
内源性病毒元件有時可以為插入它們的個體提供選擇性優勢。 例如，有些可以防止感染相關病毒。在一些哺乳動物群中，包括高等靈長類動物，逆轉錄病毒包膜蛋白已被扩展适应用於產生在胎盤的合胞體滋胚層中表達的蛋白質，並被參與細胞滋養層(Cytotrophoblast)細胞的融合以形成胎盤的合胞体層。在人類中，這種蛋白質稱為合胞素，由7號染色體上稱為 (合胞素Syncytin-1，ERVWE1) 的內源性逆轉錄病毒編碼。值得注意的是，在不同的哺乳動物譜系中，來自不同內源性逆轉錄病毒組的合胞素或類合胞素基因的捕獲是獨立發生的。已經在靈長目、囓齒目、兔形目、食肉目和有蹄類動物中發現了獨特的類合胞素基因，其整合日期從1000到8500萬年前不等。